# Daphnis dohertyi
Daphnis dohertyi är en fjärilsart som beskrevs av Rothschild 1897. Daphnis dohertyi ingår i släktet Daphnis och familjen svärmare. Inga underarter finns listade i Catalogue of Life.